# Marfa Vasilyevna Sobakina
Marfa Vasilyevna Sobakina (tiếng Nga: Марфа Васильевна Собакина, tiếng Latinh: Marta Basila Sobakina; 1552 - 1571) là đệ tam hoàng hậu của sa hoàng Ivan Khủng Khiếp. Trong văn hóa Nga và Ba Lan, bà là một hình tượng văn chương được thêu dệt với sức hút mạnh mẽ lạ kì ngay từ sinh thời.

## Lịch sử
Marfa Vasilyevna Sobakina sinh ngày 28 tháng 10 năm 1552 tại thành Novgorod và là ái nữ của thương gia Vasily Sobakin. Bà được chọn trong số 13 thiếu nữ làm tân hoàng hậu của sa hoàng Ivan Khủng Khiếp đúng sinh nhật 28 tháng 10 năm 1571. Bà mất ngày 13 tháng 11 cùng năm với một nguyên nhân chưa rõ ràng và không loại trừ nguyên nhân tự nhiên, tuy nhiên sự kiện này gây ra nhiều suy đoán trong cung đình và văn sĩ đương thời, và trở thành điển tích được người Nga thêu dệt suốt hàng trăm năm sau.

## Văn hóa
Thống kê RTR năm 2003, có khoảng 450 tác phẩm nghệ thuật nhắc đến nhân vật lịch sử Marfa Vasilyevna Sobakina.

## Ban giám đốc
- Troyat, Henri Ivan le Terrible. Flammarion, Paris, 1982
- de Madariaga, Isabel Ivan the Terrible. Giulio Einaudi editore, 2005